# Ємчук Єлизавета Миронівна
Єлизавета Миронівна Ємчук (1902—1980) — українська радянська вчена у галузі зоології та партійна діячка, кандидат біологічних наук (1933), старший науковий співробітник Інституту зоології АН УРСР. Переважно відома як авторка монографії про іксодових кліщів у серії «Фауна України» (1960).
У 1930-х роках очолювала парторганізацію АН УРСР і активно просувала в Інституті зоології засади комуністичної партії, на загальних зборах установи публічно піддавала нищівній критиці колег через брак практичної значущості у дослідженнях або невідповідність поглядів засадам партії.

## Життєпис
У 1925 році закінчила Вищий інститут народної освіти імені М. П. Драгоманова. З 1933 року працювала у Інституті зоології та біології ВУАН (згодом Інститут зоології АН УРСР) на посаді наукового і згодом старшого наукового співробітника. У 1930-х роках очолювала парторганізацію АН УРСР, протягом 1946—1950 років — учений секретар Планової комісії АН УРСР. Обиралася депутатом Київської міської ради.

## Партійна діяльність
Зберігся і був частково опублікований «Витяг з протоколу загальних зборів Інституту зоології та біології АН УССР від 26-27 вересня 1936 року», основним пунктом якого була доповідь Єлизавети Ємчук «Оцінка і завдання науки, дані на першому сльоті стахановців вождем партії т. Сталіним» та її обговорення. У доповіді Ємчук зокрема нарікала на відсутність «зв'язку з виробництвом» у дослідженнях ентомологів Інституту Сергія Парамонова та Вадима Совинського. Також казала про «недостатню критику» робіт, в результаті якої були «повернені» рецензентами роботи Петра Крижова, Івана Підоплічка та Сергія Парамонова, подані у «Збірник Відділу Загальної Біології, що редагує троцькіст Агол» (академік Ізраїль Агол, завідувач відділу загальної біології Інституту зоології та біології, заарештований 26 липня 1936 року за зв'язки з троцькістськими осередками, згодом розстріляний 8 березня 1937 року). На захист Парамонова відразу виступив завідувач відділу фауністики Інституту Микола Шарлемань, але, оскільки Сергій Парамонов, як зазначено у витягу, покинув збори під час доповіді Ємчук, захід було продовжено на наступний день, щоб заслухати його відповідь. Наступного дня на зборах установи розгорнуті відповіді надавали Парамонов і Шарлемань, зокрема і на захист Крижова, але всі троє піддалися нищівній критиці від Георгія Малишенка, заступника директора Інституту з адміністративно-господарчих питань (не науковець, член ВКП(б), випускник курсів партпрацівників НКВС) та Єлизавети Ємчук, яка зокрема у наданому їй заключному слові казала, що такі виступи, як були зроблені Парамоновим і Шарлеманем «не допомагають, а псують роботу», а виступ Парамонова — «це виступ не радянського науковця». Молодший науковий співробітник Інституту теріолог Петро Крижов, який піддавався на зборах особливо жорсткій публічній критиці від Ємчук і Малишенка, і, судячи з зауваження у доповіді Парамонова, записаній у витязі, плакав під час заходу у перший день, у 1937 році був звільнений з Інституту, у 1938 році був репресований і загинув (страчений?) того ж року.